# Park Pokoju w Nagasaki
Park Pokoju (jap. 平和公園 Heiwa-kōen) - park na północ od epicentrum bomby atomowej w Nagasaki. W Strefie Znaków Pokoju znajdują się rzeźby podarowane przez wiele krajów, m.in. dzieło Mariusza Kulpy.

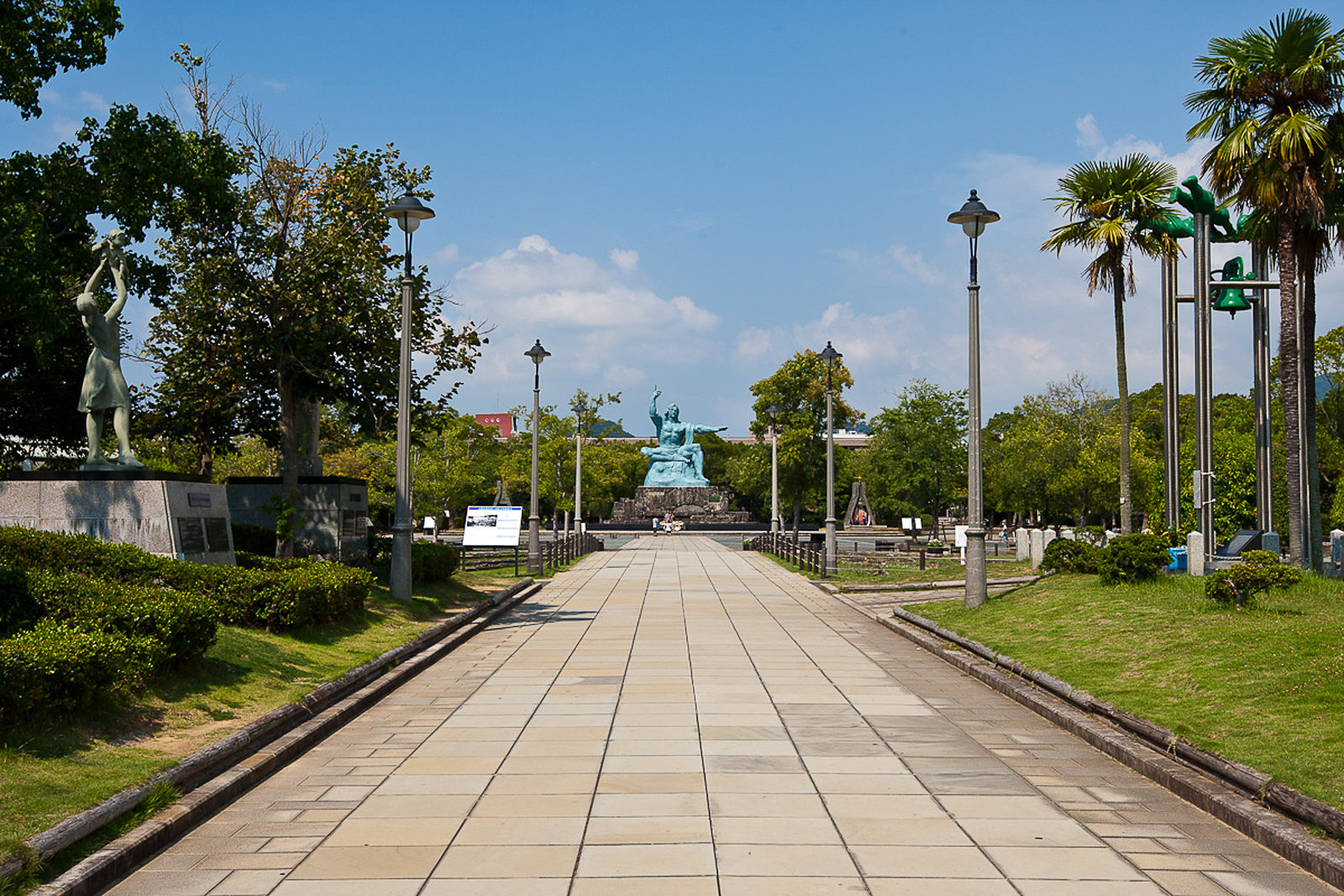
Park Pokoju

Obok parku jest Muzeum Bomby Atomowej w Nagasaki.